# Glyphodes apiospila
Glyphodes apiospila là một loài bướm đêm trong họ Crambidae.